# Haley Bennett
Pour les articles homonymes, voir Bennett.
Haley Loraine Keeling, plus connue sous le nom de Haley Bennett est une actrice et chanteuse américaine née le 7 janvier 1988 à Fort Myers, en Floride.

## Biographie
Haley Bennett est née le 7 janvier 1988 à Fort Myers, Floride. Ses parents sont Ronald Keeling et Leilani Bennett Dorsey.

### Vie privée
De 2009 à 2011, elle fut en couple avec l'acteur Ryan Eggold. Elle est en couple avec le réalisateur Joe Wright. Ils ont une fille, Virgina Willow Wright née le 31 décembre 2018.

## Carrière
En 2010, elle tourne sous la direction de Gregg Araki dans Kaboom, ainsi que dans Arcadia Lost. On ne la revoit que trois ans plus tard dans Deep Powder de Mo Ogrodnik.
En 2014, elle joue avec Denzel Washington et Chloë Grace Moretz dans Equalizer d'Antoine Fuqua, puis dans trois autres films : Things People Do, Kristy et Lost in the White City.
En 2015, elle tourne dans Hardcore Henry d'Ilya Naishuller, film tourné entièrement en caméra subjective. L'année suivante, elle retrouve Antoine Fuqua et Denzel Washington pour le remake Les Sept Mercenaires, où elle joue aux côtés de Chris Pratt, Ethan Hawke, Vincent D'Onofrio, Peter Sarsgaard, Luke Grimes, ou encore Matthew Bomer.
En 2016, elle joue dans l'adaptation du livre La Fille du Train réalisé par Tate Taylor avec Emily Blunt, Rebecca Ferguson, Justin Theroux et Luke Evans.
En 2019, elle est à l'affiche avec Chris Evans dans Opération Brothers de Gideon Raff, diffusé sur Netflix et de Swallow de Carlo Mirabella-Davis, en compétition lors du Festival du cinéma américain de Deauville 2019.
En 2020, elle est à l'affiche de The Devil All The Time d'Antonio Campos et d'Une ode américaine (Hillbilly Elegy) de Ron Howard avec Amy Adams et Glenn Close.

## Musique
Haley Bennett compose et écrit ses chansons. On peut retrouver quelques-unes de ses chansons sur la bande originale du film Music & Lyrics, notamment Buddhas Delight et Slam. Elle déclare toutefois : « Mes chansons ne ressemblent pas à celles de mon personnage dans le film ».

## Filmographie

### Cinéma

#### Longs métrages
- 2007 : Le Come-Back (Music and Lyrics) de Marc Lawrence : Cora Coreman
- 2008 : College de Deb Hagan : Kendall
- 2008 : Marley et Moi (Marley and Me) de David Frankel : Lisa
- 2008 : La malédiction de Molly Hartley (The Haunting of Molly Hartley) de Mickey Liddell : Molly Hartley
- 2009 : The Hole de Joe Dante : Julie
- 2010 : Kaboom de Gregg Araki : Stella
- 2010 : Arcadia Lost de Phedon Papamichael Jr. : Charlotte
- 2013 : Deep Powder de Mo Ogrodnik : Natasha
- 2014 : Equalizer (The Equalizer) d'Antoine Fuqua : Mandy
- 2014 : Things People Do (After the Fall) de Saar Klein : Ruby
- 2014 : Kristy d'Oliver Blackburn : Justine Wills
- 2014 : Lost in the White City de Tanner King Barklow et Gil Kofman : Eva
- 2015 : Hardcore Henry d'Ilya Naishuller : Estelle
- 2016 : Les Sept Mercenaires (The Magnificent Seven) d'Antoine Fuqua : Emma Cullen
- 2016 : A Kind of Murder d'Andy Goddard : Ellie Briess
- 2016 : La Fille du Train (The Girl on the Train) de Tate Taylor : Megan Hipwell
- 2016 : L'Exception à la règle (Rules Don't Apply) de Warren Beatty : Mamie
- 2017 : Thank You for Your Service de Jason Hall : Saskia Schumann
- 2019 : Opération brothers de Gideon Raff : Rachel Reiter
- 2019 : Swallow de Carlo Mirabella-Davis : Hunter
- 2020 : Le Diable, tout le temps (The Devil All The Time) d'Antonio Campos : Charlotte Russell
- 2020 : Une ode américaine (Hillbilly Elegy) de Ron Howard : Lindsay
- 2021 : Cyrano de Joe Wright : Roxanne
- 2022 : Emmett Till de Chinonye Chukwu
- 2023 : She is Love de Jamie Adams : Patricia
- 2024 : Race for Glory: Audi vs. Lancia de Stefano Mordini : la journaliste
- 2024 : Borderlands d'Eli Roth

#### Courts métrages
- 2009 : Passage de Shekhar Kapur : Abby
- 2009 : Lowlight : A Wonderful Lie de Max Hoffman
- 2012 : LP : Into the Wild de Shane C. Drake
- 2012 : Sleepwalking in the Rift de Cary Joji Fukunaga

### Télévision
- 2012 : Gangsters (Outlaw Country) (téléfilm) d'Adam Arkin et Michael Dinner : Annabel Lee

## Voix francophones
En France
| - Sandra Valentin dans : - College - L'Exception à la règle | Et aussi - Émilie Rault dans Le Come-Back - Margaux Laplace dans Outlaw Country - Marie Donnio dans Kaboom - Manon Azem dans Hardcore Henry - Victoria Grosbois dans Les Sept Mercenaires - Laura Préjean dans La Fille du train - Audrey Sourdive dans Opération Brothers - Pauline Ziadé dans Une ode américaine - Jessie Lambotte dans Le Diable, tout le temps - Charlotte Hervieux dans Cyrano - Julie Schotsmans dans Emmett Till |

Au Québec
 Note : la liste indique les titres québécois.
| - Émilie Bibeau dans : - Bienvenue à l'université - Le cauchemar de Molly Hartley - Le Justicier - La Fille du train - Les Sept Mercenaires | - Annie Girard dans : - Couple et Couplets - Hostile |